# Крюйкшенк, Уильям (из Вулиджа)
Уильям Крюйкшенк (англ. William Cruickshank; ум. 1810 или 1811) — английский химик. Его иногда называют Уильям Крюйкшенк из Вулиджа (поскольку он преподавал химию в Королевской военной академии в Вулидже, пригороде Лондона) во избежание путаницы с Уильямом Камберлендом Крюйкшенком. Наиболее известен двумя достижениями:
- В 1787 г. Крюйкшенк исследовал минерал, впервые обнаруженный в 1764 г. в свинцовом руднике в шотландском местечке Строншиан (гэльск. Srón an t-Sithein), на берегу озера Лох-Сунарт (область Аргайл), и установил, что он не совпадает ни с чем ранее известным; этот минерал, названный стронцианитом, представлял собой карбонат стронция SrCO3. Крюйкшенк и работавший со стронцианитом тремя годами позже Адер Кроуфорд сошлись во мнении, что найден новый химический элемент, — в последующие два десятилетия это было подтверждено исследованиями ряда учёных, и в итоге Хемфри Дэви в 1807—1808 гг. выделил стронций в чистом виде.

- В 1802 г. Крюйкшенк создал первую электрическую батарею, пригодную для массового производства. Он расположил квадратные листы меди, спаянные своими краями, вместе с листами цинка того же размера. Эти листы были помещены в продолговатый прямоугольный деревянный ящик, щели которого были запечатаны цементом. Прорези в стенках ящика удерживали металлические листы в нужном положении. Затем ящик заполнялся электролитом — морской водой или разбавленной кислотой. Это было первое усовершенствование вольтова столба Алессандро Вольта, с которым Крюйкшенк переписывался: в отличие от батареи Вольты, батарея Крюйкшенка не высыхала и давала больше энергии.

В некоторых источниках Уильяму Крюйкшенку из Вулиджа приписываются также медицинские исследования, особенно посвящённые протеинурии; более правдоподобным кажется считать эти исследования принадлежащими У. К. Крюйкшенку.